# 104-й гаубичный артиллерийский полк
104-й гаубичный артиллерийский полк — воинское формирование (гаубичный артиллерийский полк) Рабоче-крестьянской Красной Армии Вооружённых сил Союза Советских Социалистических Республик в годы Великой Отечественной войны.
Сокращённое наименование — 104 гап.

## История
Воинская часть участвовала в битве за Москву, так как принадлежала Московской зоне обороны.

## В составе
- 1 октября 1941 года — Резервный фронт[1];
- 1 декабря 1941 года — Московская зона обороны[1].

## Полное наименование
104-й гаубичный артиллерийский полк.